# Laurent Pokou
Laurent Pokou (* 10. August 1947 in Abidjan; † 13. November 2016 ebenda) war ein ivorischer Fußballspieler.
Pokou wurde zweimal als bester Torschütze des Afrika-Cups ausgezeichnet. 1968 in Äthiopien traf er sechs Mal und 1970 im Sudan acht Mal; fünf der Tore erzielte er in einem einzigen Spiel, als die Elfenbeinküste Äthiopien mit 6:1 schlug. Dieses Spiel hat ihm den Spitznamen „l’homme d’Asmara“ (‚der Mann von Asmara‘) eingetragen. Mit 14 Toren blieb er 38 Jahre lang der Rekordtorschütze des Kontinentalturniers, bis Samuel Eto’o aus Kamerun während der Afrikameisterschaft 2008 in Ghana zunächst mit der Anzahl der Treffer gleichzog und ihn dann mit seinen Toren 15 und 16 am 30. Januar 2008 übertraf. Er war einer der besten Stürmer von Stade Rennes und der Elfenbeinküste.  
Bis zu seinem Tod engagierte sich Pokou für verschiedene Projekte zur Förderung von Sport, Jugend oder Frieden, beispielsweise für die SOS-Kinderdörfer. Nach Pokou wurde im September 2023 ein für den Afrika-Cup 2024 errichtetes Fußballstadion in San-Pédro benannt.